# Guatteria paludosa
Guatteria paludosa är en kirimojaväxtart som beskrevs av Robert Elias Fries. Guatteria paludosa ingår i släktet Guatteria och familjen kirimojaväxter. Inga underarter finns listade i Catalogue of Life.